# St. Jakobus (Bad Kissingen)
| St. Jakobus, Bad Kissingen                       | St. Jakobus, Bad Kissingen |
| ------------------------------------------------ | -------------------------- |
| Blick vom Rathausplatz aus auf die Jakobuskirche |                            |
| Ort                                              | Bad Kissingen              |
| Konfession                                       | römisch-katholisch         |
| Diözese                                          | Bistum Würzburg            |
| Patrozinium                                      | Jakobus der Ältere         |
| Baujahr                                          | 1772–1775                  |
| Bautyp                                           |                            |
| Funktion                                         |                            |

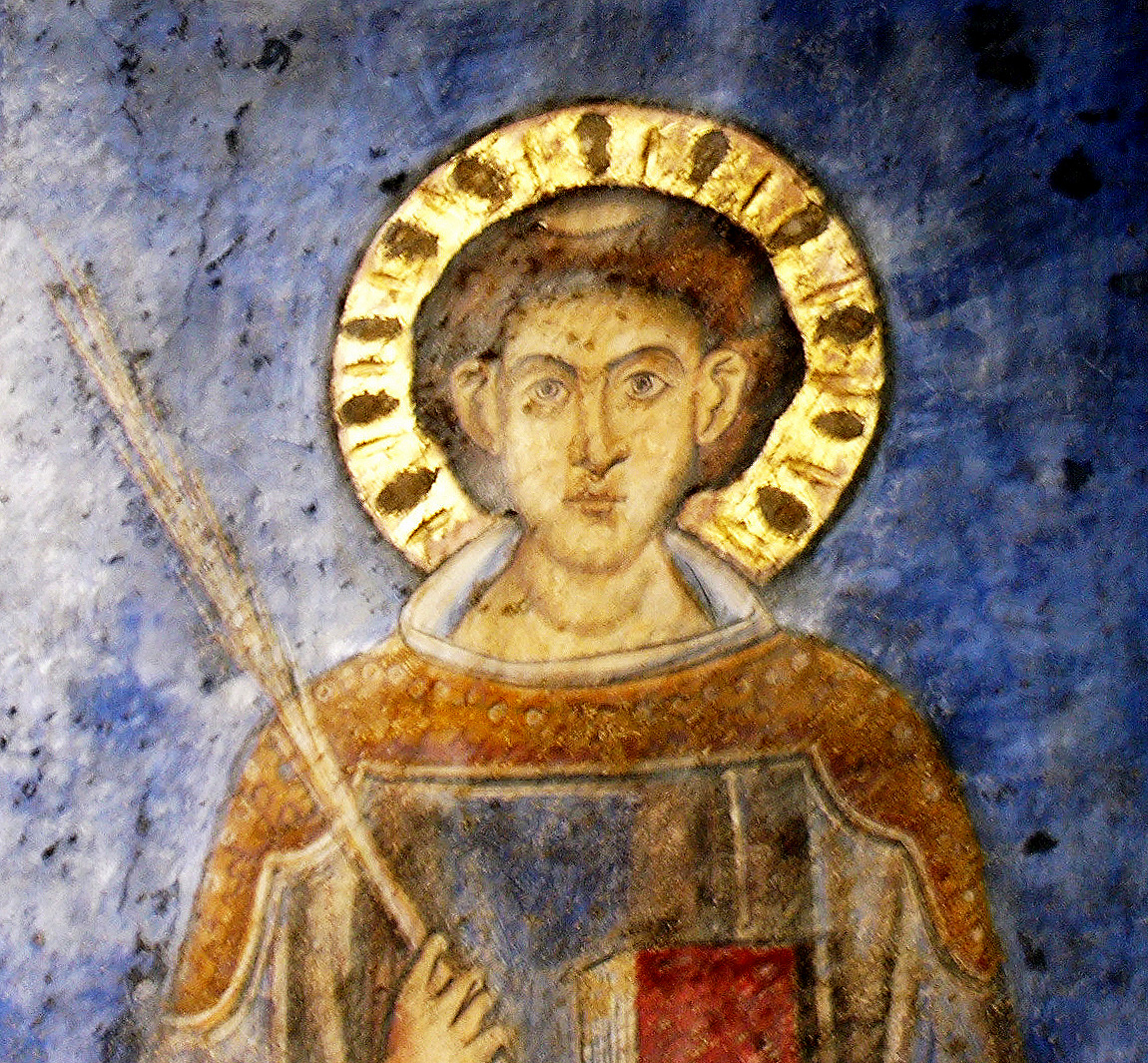
Jakobus der Ältere, der Namenspatron der Kirche, auf einem Fresko an der Kathedrale von Le Puy-en-Velay

Die Jakobuskirche ist eine römisch-katholische Kirche in der bayerischen Kurstadt Bad Kissingen. Sie ist dem hl. Jakobus dem Älteren, einem der zwölf Apostel, geweiht und steht auf dem Rathausplatz in der Bad Kissinger Fußgängerzone. Sie gehört zu den Bad Kissinger Baudenkmälern und ist unter der Nummer D-6-72-114-86 in der Bayerischen Denkmalliste registriert.

## Geschichte

### Anfänge
Für das Jahr 1286 ist der Bau einer neuen Kirche in Kissingen bezeugt, jedoch ist hierbei unsicher, ob dieser sich auf die Jakobuskirche oder auf die damals außerhalb der Stadtmauern gelegene Marienkapelle bezieht, da der Kirchenneubau dieses Jahres sowohl Jakobus als auch Maria geweiht ist. Die Bezeichnung "Capella S. Jacobi ap." vom 30. Mai 1341 ist die erste Erwähnung, die sich eindeutig auf die Jakobuskirche bezieht. Der Heilige Jakobus, der Namenspatron der Kirche, war im 11. und 12. Jahrhundert zur Zeit der Verehrung seiner Reliquien im spanischen Santiago de Compostela durch die Reformbewegung von Cluny in Deutschland bekannt geworden; viele fränkische Kirchen wurden nach ihm benannt.
Im 14. Jahrhundert entstand der Unterbau des Kirchturms.

### Neuzeit
Für das Jahr 1509 ist durch eine Inschrift am Kirchengebäude verbürgt, dass im Jahr 1509 der „erber [ehrbare] und feste [getreue] von Schletten“ einen ersten Neubau der Kirche durchführte (das heutige Rathausgebäude neben der Jakobuskirche wurde einst von der Familie von Schletten bewohnt).
Etwa 1607 wurde unter Fürstbischof Julius Echter von Mespelbrunn der Turmaufbau erneuert und der Turm auf etwa 67 Meter erhöht. Die dafür nötigen Steine werden von den Euerdorfer Steinmetzen Hans und Martin Fischer gerichtet, der Kirchturm vom Maurer Paulus Kröllen aus Waldaschach gemauert. Ein neuer Glockenstuhl wurde von Zimmermann Jorg Müller eingesetzt. Der neue Kirchturm kostete insgesamt 866 Gulden und 13 Pfennig. Entweder zur gleichen Zeit oder auch 1629 wurde das Langhaus der Kirche um ein Seitenschiff erweitert.
Trotzdem war das Kirchengebäude in der Zeit nach 1629, unter anderem durch die Lehmbauweise, in einem schlechten Bauzustand. Des Weiteren verweigerten sich die Filialen Garitz, Hausen, Kleinbrach und Winkels der Verpflichtung, sich an den Kosten zu beteiligen; sie verwiesen auf ihre Schulden und zweifelten die Höhe der Kosten an. Diese Einwände wurden von Pfarrer Johannes Hohmann abschlägig beschieden. Von den insgesamt 6.000 Gulden Baukosten wurden 1.000 Gulden von der Universitätsverwaltung aufgenommen, weitere 300 Gulden von der Gemeinde Euerdorf geliehen.
Im Januar 1631, ein Jahr nach Vollendung der Umbauarbeiten, fiel die Kirche, ebenso wie die Marienkapelle, Verwüstungen durch die Schweden im Rahmen des Dreißigjährigen Krieges zum Opfer. Nach einem Bericht von Pfarrer Hohmann aus dem Jahr 1649 „sind alle 3 Altäre profanirt [entweiht] und angeschlagen“.
Am 12. Juni 1685 wurde Christian Lux aus Neustadt/Saale mit der Anfertigung eines neuen Hochaltars beauftragt, den dieser zu Ostern 1686 lieferte. Die Ausmalung des Altars und dessen Bildes stammte von Melchior Scheffer (ebenfalls aus Neustadt/Saale). Zwischen 1732 und 1749 wurde die Jakobuskirche unter Pfarrer Johann Molitor neu verputzt und bekam eine neue Kanzel. Im Jahr 1748 fertigte Benedikt Lutz (Lux) einen neuen Marienaltar an.
In den 1760er-Jahren war der Bauzustand der Kirche so schlecht, dass Fürstbischof Adam Friedrich von Seinsheim im Jahr 1766 einen kompletten Abriss des Kirchengebäudes anordnete, der im Folgejahr ausgeführt wurde. Noch war unklar, wer für die Finanzierung aufzukommen hatte. Der Plan einer kompletten Kostenübernahme durch die Regierung wurde verworfen, weil man einen Präzedenzfall vermeiden wollte. So wurden die Baukosten unter dem Hochstift Würzburg (2.950 Gulden), dem Universitäts-Rezeptorat (1.139 Gulden), den Herren von Heuß (884 Gulden) und der Stadt Kissingen (400 Gulden) aufgeteilt. Wegen der Klärung der Finanzierung konnte der Neubau unter Bauamtmann Johann Philipp Geigel erst im Jahr 1772 beginnen. Am 28. August 1173 fand die Grundsteinlegung statt.
Die Bauarbeiten waren 1775 vollendet; die Einweihung durch Fürstbischof von Seinsheim fand am 22. August 1775 statt. Die Innenausstattung wurde von Materno Bossi, Antonio Petrolli und Joseph Ignaz Appiani ausgeführt. Materno Bossi war mit seinem Gesellen Antonio Petrolli u. a. für die Stuckatur der Kirche zuständig. Nach Bossis Tod setzte Petrolli dessen Arbeit fort und installierte 1785/1786 mit seinem Bruder Ignaz Petrolli die neue Kanzel in der Jakobuskirche. Das Altarbild ist ein Fresko von Joseph Ignaz Appiani und stellt den heiligen Jakobus auf dem Weg zu seinem Martyrium dar; auf dem Fresko ist auch ein Hund zu sehen, dessen Halsband die Inschrift „Appiani“ trägt. Fürstbischof von Seinsheim schloss eine gegen Ende der Bauarbeiten auftretende Finanzierungslücke von 1.800 Gulden, indem er zehn Kirchen aus dem Hochstift Würzburg bestimmte, deren Gotteshaus-Wiesen verpfändet wurden.
Kurz nach Vollendung dieser Renovierungsarbeiten machten Schäden an der Jakobuskirche durch ein Unwetter von 1793 neue Reparaturarbeiten erforderlich. Im Jahr 1800 wurde das Dach der Kirche durch einen Sturm abgedeckt, 1857 die Turmspitze durch ein Feuer in der Kirchgasse in Mitleidenschaft gezogen.

### Bayerisches Königreich
Im Lauf des 19. Jahrhunderts entstand ein Großteil der zu der St.-Jakobus-Kirche gehörenden Sammlung von Zunftstangen.
Im Jahr 1837 wurde Appianis Fresko in Anpassung an den Zeitgeschmack durch ein Gemälde aus der Königl. zentralen Gemälde-Galerie in München ersetzt; dieses ging jedoch nach einer Anforderung aus München im Jahr 1896 in die Galerie zurück. Durch Fotografien aus der Zeit des Zweiten Weltkrieges ist bekannt, dass das Fresko in dieser Zeit von einem den Heiligen Jakobus darstellenden Ölgemälde überdeckt war, dessen anschließender Verbleib jedoch ungeklärt ist.
Bis 1884 war St. Jakobus Pfarrkirche. Dann übernahm die aufgrund der steigenden Anzahl der Kurgäste neu erbaute Herz-Jesu-Kirche diese Funktion.

### Zwanzigstes Jahrhundert
Die Jakobuskirche, von Stadtpfarrer Friedrich Roth als »eine Ruine im nachgerade schmutzigen Gewand« bezeichnet, die »für die Stadt keine Zierde« sei, drohte zu zerfallen; eine Renovierung des Kirchengebäudes im Jahr 1909 half nur bedingt. Weitere Instandsetzungsarbeiten fanden 1960/1961 unter der Betreuung der Kirche durch die Missionare vom Heiligen Herzen Jesu statt.
Die jüngsten Instandsetzungen fanden 1980 bis 1982 sowie 1989 bis 1992 statt. Während der Renovierungsarbeiten von 1980 wurden unter der Kirchenboden ein Skelett und ein Knochenrest gefunden. Auch zwei im Boden der Kirche befindliche Platten von 1571 und 1581 deuten auf Begräbnisse innerhalb der Kirche hin. Das Recht, sich auf Kirchenareal bestatten zu lassen, um damit das erhoffte Seelenheil zu erlangen, war seinerzeit Adeligen und reichen Kaufleuten vorbehalten. Ein Grabstein an der nach Osten ausgerichteten Wand der St.Jakobus-Kirche gehörte zum Grab von Konrad von Steinau, der am 2. August 1571 starb und ursprünglich vor dem damaligen Hochaltar der Kirche bestattet wurde.

## Architektur
Die Kirchturmspitze ist nach den klassischen Merkmalen des Julius-Echter-Turms gestaltet. Der axiale Anschluss des Kirchturms an das aus dem 18. Jahrhundert stammende Langhaus im Osten lässt eine ursprüngliche Anlage als Chorturm vermuten.
Das Kirchengebäude in seiner von Johann Philipp Geigel frühklassizistischen gestalteten Form stellt sich als sparsam instrumentierter Zentralbau mit quadratischem Grundriss dar. Der zweigeschossigen Anlage des Kirchengebäudes entsprechen im Inneren die vertikale Anlage von Chorumgang und Empore. Chorumgang und Empore werden im Wandaufriss durch ionische Pilaster zusammengefasst. eine hohe Attika über dem Gebälk stützt das Spiegelgewölbe. Das Langhaus wird durch die zentralisierende Ummantelung und die tiefen Obergadennischen in der Voute des Gewölbes indirekt beleuchtet. Im Osten des Langhauses schließt sich ein enger Altarraum an.
Die zweigeschossige Anlage ist vom jesuitischen Aufrisssystem im Allgemeinen und von der ebenfalls von Geigel errichteten Würzburger St.-Michaelskirche im Besonderen inspiriert. Die begrenzte zur Verfügung stehende Grundfläche bestimmte die Wahl der zentralen Raumform und die Kompaktheit der Baumassen.

## Ausstattung

### Allgemeines
Zu der zeitgleich mit dem Langhaus entstandenen Ausstattung gehören zurückhaltender Stuck in Louis-seize-Formen und das Wappen des Würzburger Fürstbischofs Adam Friedrich von Seinsheim. Das Hochaltarbild stammt vom Freskenmaler Giuseppe Appiani und stellt das Martyrium des hl. Jakobus des Älteren dar. Der linke Seitenaltar beherbergt ein Kruzifix, der rechte eine Muttergottesfigur. Im Chorumgang an der rechten Seite befindet sich ein lebensgroßes, im Jahr 1775 entstandenes Kruzifix.

### Orgel

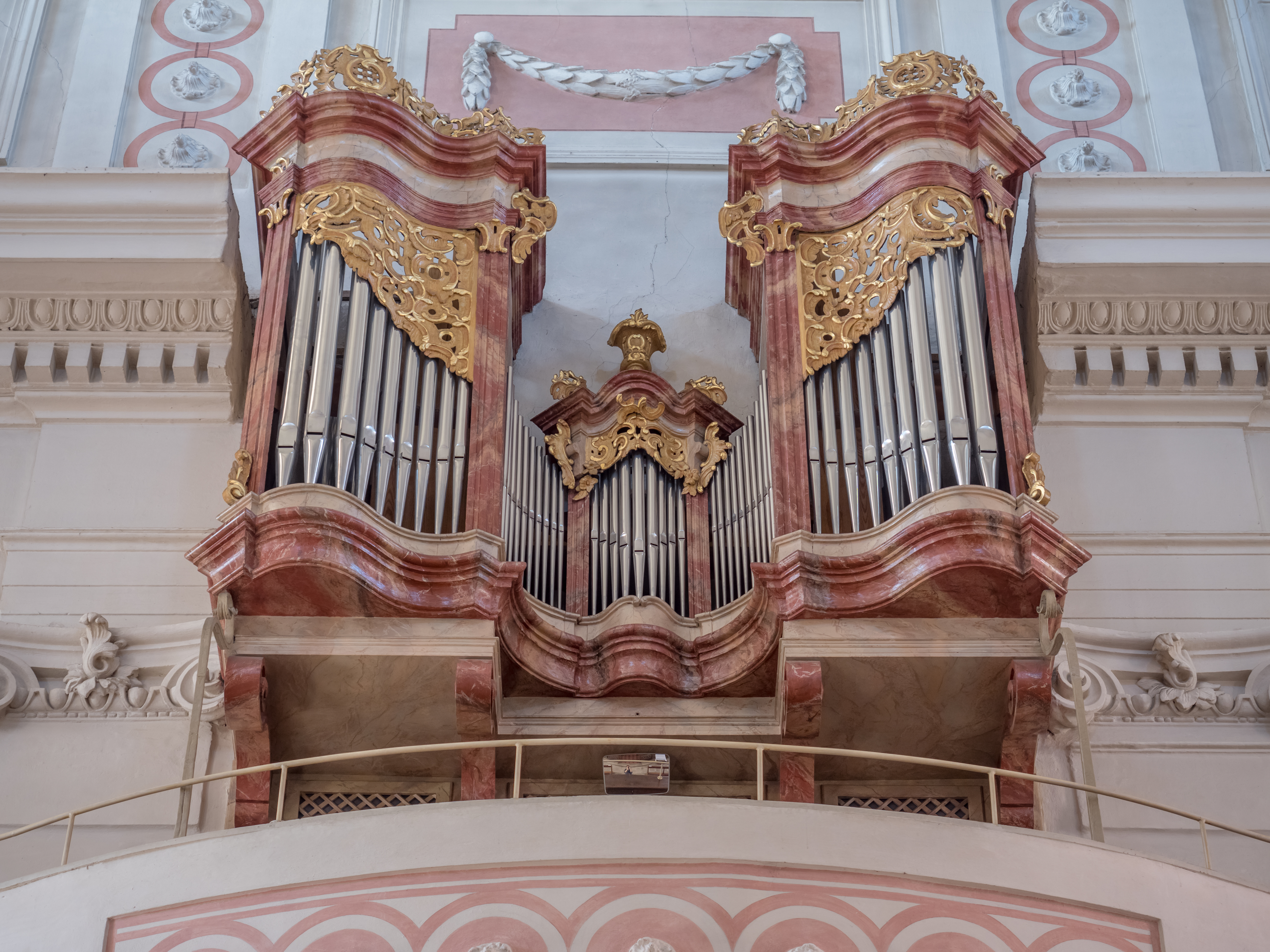
Orgel mit historischem Prospekt

Die Orgel wurde 1988 von den Orgelbauern Gebr. Hoffmann (Ostheim vor der Rhön) erbaut. Das Orgelgehäuse wurde 1775 von Adam Adolph Otto (Würzburg) geschaffen. Das Schleifladen-Instrument hat 28 Register auf zwei Manualwerken und Pedal. Die Spieltrakturen sind mechanisch, die Registertrakturen sind mechanisch und elektrisch (Doppelregistratur mit elektronischer Setzeranlage).
| I Hauptwerk C–g3 |           |       |
| 1.               | Prinzipal | 8′    |
| 2.               | Rohrflöte | 8′    |
| 3.               | Gamba     | 8′    |
| 4.               | Prinzipal | 4′    |
| 5.               | Flöte     | 4′    |
| 6.               | Quinte    | 2 ⁄3′ |
| 7.               | Oktave    | 2′    |
| 8.               | Mixtur IV | 1 ⁄3′ |
| 9.               | Trompete  | 8′    |

| II Schwellwerk C–g3 |                 |        |
| 10.                 | Geigenprinzipal | 8′     |
| 11.                 | Gedackt         | 8′     |
| 12.                 | Salicional      | 8′     |
| 13.                 | Piffaro         | 8′     |
| 14.                 | Prinzipal       | 4′     |
| 15.                 | Rohrflöte       | 4′     |
| 16.                 | Nasard          | 2 ⁄3′  |
| 17.                 | Flageolett      | 2′     |
| 18.                 | Terz            | 1 3⁄5′ |
| 19.                 | Larigot         | 1 ⁄3′  |
| 20.                 | Scharff IV      | 1⁄2′   |
| 21.                 | Oboe            | 8′     |
|                     | Tremulant       |        |

| Pedalwerk C–f1 |              |       |
| 22.            | Prinzipalbaß | 16′   |
| 23.            | Subbaß       | 16′   |
| 24.            | Oktavbaß     | 8′    |
| 25.            | Gedacktbaß   | 8′    |
| 26.            | Choralbaß    | 4′    |
| 27.            | Mixtur IV    | 2 ⁄3′ |
| 28.            | Posaune      | 16′   |

- Koppeln: II/I, I/P, II/P.

### Zunftstangen
Im Lauf des 19. Jahrhunderts entstand ein Großteil der zu der St.-Jakobus-Kirche gehörenden Sammlung von Zunftstangen. Dem Entstehungszeitraum nach dem Anschluss Frankens an Bayern im Jahr 1814 entsprechend, wurden die Zunftstangen in Weiß-Blau gefärbt; ältere Zunftstangen aus dem 18. Jahrhundert wurden umgefärbt. Die drei undatierten Zunftstangen der Sammlung sind die mit Georg, dem Drachentöter gekrönte Zunftstange des Schmiedehandwerks, die mit St. Nikolaus gekrönte Zunftstange des Metzgerhandwerks und die mit St. Sebastian gekrönte Zunftstange (des Gerberhandwerks?). Das älteste, datierte Exponat der Sammlung ist die Stellmacherei-Zunftstange von 1716 mit Johannes dem Täufer als dargestelltem Heiligen. Im Lauf des 19. Jahrhunderts entstanden die Stange der Kriegerzunft (1838, mit St. Martin und St. Georg), die Zunftstange des Schneiderhandwerks (1860, mit St. Michael), ein Stangenpaar für die Zunft der Büttner (mit St. Nikolaus), die Zunftstange der Schuhmacher (1861, mit St. Crispin und Crispinian(?)), die Zunftstange der Sattler (mit St. Michael), die Zunftstange der Kaufleute(?) (mit St. Michael), die Zunftstange der Schreiner (mit St. Johannes Nepomuk und St. Johannes der Täufer) sowie die Zunftstange der Müller (mit St. Johannes Nepomuk).